# Tony Bennett
Anthony Dominick Benedetto, conocido artísticamente como Tony Bennett (Nueva York, 3 de agosto de 1926-Nueva York, 21 de julio de 2023), fue un cantante estadounidense y uno de los últimos grandes crooners de mediados del siglo XX, que se mantuvo en activo tanto en recitales en vivo como en grabaciones discográficas hasta su retirada en 2021, a los 95 años de edad. Recordado por éxitos como "Blue Velvet" y "I Left My Heart In San Francisco", su repertorio se basa en estándares o canciones clásicas de la música popular estadounidense, mayormente baladas y jazz.   
Luchó en las etapas finales de la Segunda Guerra Mundial como un soldado de infantería del Ejército de Estados Unidos en el Frente Europeo. Posteriormente, desarrolló su técnica de canto, firmó con Columbia Records y tuvo su primera canción popular número uno con "Because of You" ("A causa de ti") en 1951. Varios éxitos como "Rags to Riches" siguieron a principios de 1953. Luego refinó su enfoque, para abarcar el canto de jazz. Alcanzó un pico artístico a fines de la década de 1950 con álbumes como The Beat of My Heart y Basie Swings, Bennett Sings, este último grabado con Count Basie. En 1962, Bennett grabó su canción principal, "I Left My Heart in San Francisco" ("Dejé mi corazón en San Francisco"); pero su carrera y su vida personal experimentaron una recesión prolongada durante el apogeo de la era de la música rock. Tras una prolongada crisis en las décadas de 1970-1980 por problemas personales y por el cambio de las modas musicales, Bennett regresó a fines de los años ochenta y noventa, sacando álbumes de discos de oro nuevamente y expandiendo su alcance a la generación MTV, manteniendo intacto su estilo musical. 
Fue un artista discográfico popular y elogiado por la crítica e intérprete de conciertos hasta su anuncio de retirada en 2021. Ha ganado 19 premios Grammy (incluido el premio Lifetime Achievement Award, presentado en 2001) y dos premios Emmy, y fue nombrado NEA Jazz Master y Kennedy Center Honoree. Bennett ha vendido más de cincuenta millones de discos en todo el mundo. 
En 2006, 2011 y 2012 grabó tres exitosos álbumes de duetos con figuras como Lady Gaga, Amy Winehouse, Barbra Streisand, Aretha Franklin, John Mayer, Elton John, Mariah Carey, George Michael, Alejandro Sanz, Thalía, Gloria Estefan y Vicente Fernández, entre muchas otras. En 2014 repitió colaboración con Lady Gaga grabando a dúo Cheek to Cheek, un álbum de clásicos que se alzó con el número 1 en la lista estadounidense vendiendo más de 720.000 copias en EE. UU., superando el millón de copias mundialmente y recibiendo un Grammy al mejor álbum de pop tradicional. 
En un estado de forma inusual para su edad, Tony Bennett seguía ofreciendo decenas de conciertos al año cumplidos los noventa años. A lo largo de una dilatada carrera de más de seis décadas ha sumado múltiples galardones, como 18 premios Grammy y dos premios Emmy. Es también un reconocido pintor con obras en diversos museos e instituciones públicas.

«En mi opinión, Tony Bennett es el mejor cantante que hay en el negocio (del espectáculo). Me emociono cuando le veo, me conmueve. Él es el cantante que ve lo que el compositor tenía en su mente, y posiblemente un poco más» (Frank Sinatra, elogiando a Tony Bennett en la revista Life, 1965).

## Biografía y carrera
De orígenes italianos, Anthony Benedetto nació en Astoria, un barrio del distrito de Queens (Nueva York). Creció escuchando a Al Jolson, Eddie Cantor, Judy Garland, Bing Crosby, y artistas del jazz tales como Louis Armstrong, Jack Teagarden y Joe Venuti. 
Su padre era empleado de una grocery shop (comercio de ultramarinos) y falleció cuando él tenía unos diez años, y su madre tuvo que trabajar como costurera para sostener a la familia.

### Debut a los diez años
Uno de sus tíos era bailarín de tap (claqué) en funciones de vodevil, y fue quien le acercó al mundo del espectáculo. Siendo un niño de diez años Anthony ya cantaba, y en 1936 actuó ante el alcalde de Nueva York Fiorello La Guardia en la inauguración del Triborough Bridge, una red de tres famosos puentes que unen los principales distritos de la urbe.
Estudió en el High School of Industrial Art no solamente música sino también pintura, un arte que siguió practicando con éxito (firmaba sus cuadros como Benedetto). Pero tuvo que dejar el centro a los 16 años para ayudar económicamente a su familia. Su carrera musical la inició cantando en varios restaurantes italianos en Queens.

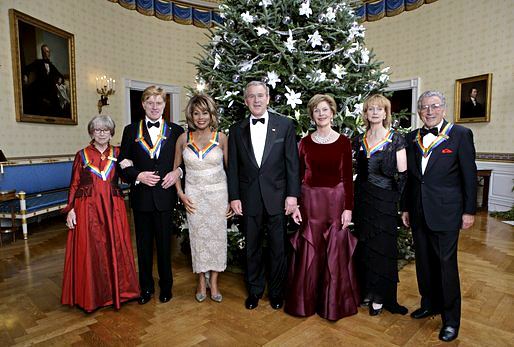
Bennett (primero por la derecha) en 2005, en el acto de entrega, en el Centro John F. Kennedy para las Artes Escénicas, de la distinción Kennedy Center Honor, que recibió al igual que otras figuras como Robert Redford y Tina Turner. En el centro, el entonces presidente George Bush y su esposa.

### Soldado en Alemania durante la Segunda Guerra Mundial
Cumplidos los dieciocho años, en noviembre de 1944 fue alistado para combatir en Alemania durante la Segunda Guerra Mundial; tomó parte en la 63.ª división de infantería y participó en la liberación del campo de concentración de Landsberg. En su autobiografía, The Good Life (La buena vida), describe algunas de sus experiencias durante este periodo de su vida. Una de ellas fue el encuentro el día de Acción de Gracias en 1945 con un amigo afroamericano de su juventud que también formaba parte de las fuerzas de ocupación de Mannheim y con quien había cantado en un grupo musical en el instituto de Nueva York. Un oficial del ejército arremetió contra ellos, al verlos juntos, porque estaba mal visto que un soldado blanco fraternizara con un negro. Esta experiencia y los horrores que presenció en la guerra y en los campos de exterminio nazis, lo marcaron profundamente y lo convirtieron en un pacifista y luchador por la armonía racial. En su autobiografía resume esta experiencia:

No podía superar el hecho de que nos condenaran simplemente por ser amigos, y especialmente mientras servíamos a nuestro país en tiempos de guerra. Allí estábamos, sólo dos niños felices de verse, intentando olvidar por un momento el horror de la guerra, pero para los jefazos todo se reducía al color de nuestra piel.

Más adelante, en 1965, acompañó a Martin Luther King en la marcha de Selma a Montgomery y, en una época cuando no era socialmente aceptable, actuó frecuentemente con artistas afroamericanos. Las duras experiencias vividas en la guerra reafirmaron su ideología pacifista y antirracista.
Al terminar el conflicto permaneció por un tiempo en el país, formando parte de una banda musical que entretenía a las fuerzas ocupantes.

### Rebautizado por Bob Hope
De regreso en Estados Unidos, siguió actuando sin muchas pretensiones hasta que fue descubierto por la actriz y cantante Pearl Bailey, quien le eligió como telonero en un espectáculo que ella ofrecía en el barrio de Greenwich Village. Le vio en este show el popular Bob Hope, quien se convenció de la valía del joven cantante y decidió llevarle consigo en una gira, si bien le sugirió que cambiase de nombre: Anthony Benedetto pasaría a llamarse Tony Bennett.
Animado por Hope, en 1950 Bennett grabó una prueba de la canción "Boulevard of Broken Dreams" y la envió a la Columbia Records, compañía discográfica que pertenecía a la multinacional CBS; fue contratado y así arrancó su despegue profesional.

### 1951-1959 primer éxito: de la música a la televisión
Prevenido por Miller de no imitar a Frank Sinatra (quien había dejado Columbia) Bennett empezó su carrera como un crooner de melodías comerciales. Su primera etapa de apogeo artístico y comercial abarcó la década de 1950 y principios de los 60. Bennett alcanzó su primer éxito en 1951 con el tema "Because of You"; una balada producida por Miller con arreglos realizados por Percy Faith, que ganó popularidad sonando en jukeboxes (cajas musicales) y que llegó al número uno de las listas pop en 1951. Esta canción permaneció en la máxima posición por diez semanas y de ella se vendieron más de un millón de discos single. Luego Bennett amplió su público gracias al sonido country de "Cold, Cold Heart", que fue otro número uno en las listas de ese año un poco más tarde. Con un estilo muy similar de Hank Williams, "Cold, Cold Heart" ayudó a Williams y a la música country a ser introducidos en la audiencia nacional. El equipo de Miller y Faith continuó trabajando en los éxitos iniciales de Bennett. Fue un intérprete ecléctico desde el principio y experimentó con ritmos de tango en la canción "Rags to Riches", que permaneció ocho semanas liderando las listas de éxitos. En 1952 se casó con una fan, Patricia Beech, con quien tuvo dos hijos: Danny y Dae, los cuales son colaboradores suyos desde los años 80. La pareja se divorció en 1971.
Otro de sus grandes títulos es "Stranger in Paradise", canción grabada para promocionar Kismet, un musical de Broadway; fue un éxito incluso en el Reino Unido, donde llegó al número 1. Bennett también hizo popular la melodía "Blue Velvet", provocando la histeria de fans adolescentes tal como hacían Elvis Presley y el joven Sinatra. El éxito de Bennett en esa época era tal, que ofrecía siete conciertos diarios (de 10:30 a. m. a las 3:00 a. m.) en el Paramount Theatre de Nueva York. "Blue Velvet" volvería a la actualidad treinta años después con la película homónima de David Lynch (Terciopelo azul). 
En el verano de 1956 Bennett presentaba un programa semanal de variedades en el canal de televisión NBC (The Tony Bennett Show), en sustitución de Perry Como, y repetiría dos años después.
En 1957 publicó el álbum The Beat of My Heart, clara aproximación al jazz que tuvo buena acogida comercial y crítica. Anticipándose a Frank Sinatra, fue el primer cantante de música popular que colaboró con Count Basie y su orquesta; publicaron juntos dos álbumes y su canción más recordada fue el clásico "Chicago", que también grabaría Sinatra.

### Años de declive
En 1962 Tony Bennett protagonizó un sonado recital en el Carnegie Hall y grabó su canción-emblema: "I Left My Heart in San Francisco", ganadora de dos premios Grammy y considerada hoy una de las cien mejores de la historia. Pero pocos años después su caché empezó a bajar coincidiendo con un vuelco en los gustos mayoritarios, más inclinados a los Beatles y el rock & roll. Empezaba para él un declive que le llevaría a abusar de la cocaína y a sufrir problemas económicos.  
En 1966 probó fortuna en el cine con la película The Oscar; no recibió buenas críticas y no volvería a rodar en treinta años. Ante las nuevas tendencias musicales fue presionado por el presidente de CBS Records, Clive Davis, para que interpretase un repertorio más juvenil (lo mismo le plantearon a Barbra Streisand). Bennett se mostró reacio a abrazar el pujante género rock, pero en 1970 accedió a grabar un álbum de «éxitos de hoy»... que no convenció a nadie. 
En 1972 abandonó la Columbia Records para firmar con MGM Records, pero no tuvo buenos resultados y en poco tiempo se vio sin compañía discográfica. Fundó un sello propio, Improv, que fracasó al carecer de una adecuada red de distribución. Se quedó sin mánager y, visto como una vieja gloria, solo era llamado para cantar en los casinos de Las Vegas. Al igual que varias figuras del jazz, se mudó al Reino Unido buscando un mercado más receptivo, pero se equivocó.
En 1979 Bennett tocó fondo: se separó de su segunda esposa (la actriz Sandra Grant), gastaba más dinero del que podía y sufrió una sobredosis de cocaína que casi le costó la vida. Su casa de Los Ángeles corrió el riesgo de ser embargada por la Hacienda estadounidense. Pidió ayuda a sus hijos Danny y Dae, y así emprendió un progresivo relanzamiento. Ya en diciembre del mismo año hizo una sorprendente reaparición, pleno de forma, actuando como invitado de honor en un festejo por el 40.º aniversario profesional de Frank Sinatra.

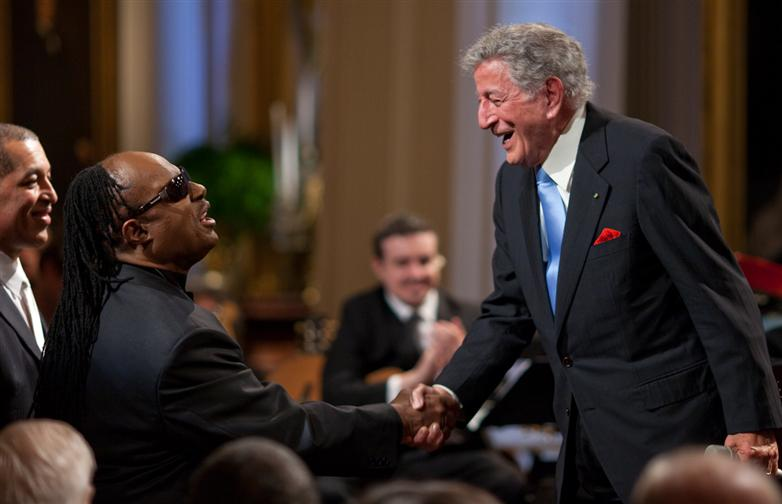
Tony Bennett saluda a Stevie Wonder, en un acto en la Casa Blanca en 2009.

### Otra vez de moda
Los hermanos Danny y Dae Bennett habían formado un grupo musical, fallido pues carecían del talento paterno. Pero tenían mejor ojo para los negocios: Danny se convirtió en mánager de su padre y consiguió enderezarle económica y artísticamente. Gracias a una gestión más racional, saldaron las deudas con la Hacienda norteamericana y a principios de la década de 1980 Tony Bennett reapareció en pequeños locales de Nueva York, intentando despegarse de la etiqueta decadente asociada a Las Vegas.
En 1986 Bennett volvió a firmar con la compañía de sus mayores éxitos, Columbia Records, y empezó a expandir su audiencia hacia una generación más joven, todo ello manteniendo su estilo musical y su imagen clásica de caballero trajeado. Un paso firme en su resurgimiento fue el álbum The Art of Excellence: entró en las listas de superventas en 1986 dejando atrás catorce años de fracasos comerciales.
A partir de entonces, y sagazmente asesorado por su hijo Danny, Tony Bennett hizo colaboraciones en radio y televisión que le hicieron familiar para las nuevas generaciones: participó en actos benéficos de pequeñas emisoras de radio, acudió a los programas de David Letterman y de los populares Muppets y llegó a aparecer en la serie de dibujos animados Los Simpson. Según él explicó, el público joven ignoraba a compositores como Gershwin y toda la tradición melódica de principios del siglo XX, y él conectó con ese mercado. «Si eres diferente, resistes», afirmó. Visto hoy, su éxito es comprensible pues se enmarca en un nuevo interés por la música easy listening y las big bands, fenómeno que anticiparon en los 80 figuras como Linda Ronstadt y que luego se ha consolidado con estrellas más jóvenes como Harry Connick, Jr., Michael Bublé y Amy Winehouse.

### Años 1990: intensa actividad
En 1990 Bennett revisó su viejo repertorio con el disco Astoria: Portrait of the Artist (título que alude a su barrio natal) y dos años después ganó un premio Grammy por Perfectly Frank, álbum en homenaje a Frank Sinatra. Si bien Bennett y Sinatra eran rivales por sus afinidades musicales, demostraron en varias ocasiones una relación cordial y de mutua admiración, y en 1993 trabajaron juntos cantando a dúo el clásico "New York, New York" para el álbum Duets de Sinatra. Ya en 1965 «La Voz» había elogiado a Bennett como «el mejor» en la revista Life. 
En 1993 Tony Bennett desempolvó melodías relacionadas con Fred Astaire en el disco-homenaje Steppin' Out. Recibió otro premio Grammy por él, y años después grabaría otras recopilaciones monográficas sobre Billie Holiday, Duke Ellington y Louis Armstrong. 
En 1994 protagonizó un exitoso show unplugged (acústico) para el canal MTV, con colaboraciones de Elvis Costello y K.d. lang, y el álbum resultante llegó a ser disco de platino por ventas, ganando el principal premio Grammy: el de Álbum del Año. Cuando le preguntaron por la novedad de un recital unplugged, él se extrañó: «¿Unplugged? Yo siempre he actuado así».
Su presencia en actuaciones y ceremonias televisivas junto a Red Hot Chilli Peppers y otros grupos punteros demostraba su vigencia, y todo lo hacía sin renunciar a su estilo; en 1999 sorprendió en el Festival de Glastonbury, un certamen campestre y más bien hippy, al actuar vestido con un impoluto traje blanco. Para demostrar su dominio vocal sin trucos tecnológicos, muchos recitales los abría cantando "Fly Me To The Moon" sin acompañamiento orquestal (a capela) y sin micrófono. 
Empezó a hacer cameos en comedias de Hollywood como Analyze This (Una terapia peligrosa) con Robert De Niro y Billy Crystal, y para 1999 su fortuna se estimaba en 15-20 millones de dólares. Negó que pensara en retirarse; a una edad ya madura ofrecía entre 100 y 200 conciertos por año.

### Desde 2000
Tony Bennett se mantuvo como un cantante popular y aclamado por la crítica hasta el último momento: hasta su retirada en 2021 a los noventa y cinco años de edad, continuaba abordando conciertos y discos con la colaboración fiel de sus hijos Danny y Dae. En 2005 fue distinguido con el Kennedy Center Honor junto a figuras como Robert Redford y Tina Turner, en un acto al que acudió el presidente George Bush. Precisamente Bush motivó una de sus opiniones más polémicas: en septiembre de 2011, hablando de las causas y consecuencias de los atentados del 11-S, Bennett arremetió contra la política de Bush y la invasión de Irak, lo que le acarreó críticas. Las rebatió recordando sus ideas pacifistas, sus vivencias en la Alemania de la guerra y su conocida proximidad a Martin Luther King. 
En los últimos años publicó tres álbumes de duetos que siguen la línea de los grabados a mediados de los 90 por su admirado amigo Frank Sinatra (Duets y Duets II). El primero vio la luz en 2006, coincidiendo con su 80 cumpleaños, y tuvo una buena acogida: Duets: An American Classic, con colaboraciones de (entre otros) Barbra Streisand, Elton John, Stevie Wonder, Sting, Bono de U2, George Michael, Celine Dion, Juanes y las Dixie Chicks. El álbum dio pie a un programa especial para televisión dirigido por Rob Marshall que obtuvo tres premios Emmy. Por las mismas fechas Bennett cantó con Christina Aguilera en el programa televisivo Saturday Night Live.
En 2011 Tony Bennett lanzó la segunda entrega de colaboraciones (Duets II) con estrellas invitadas como Lady Gaga (The Lady is a Tramp), Michael Bublé, Aretha Franklin (How Do You Keep the Music Playing), John Mayer (One For My Baby), Mariah Carey, Norah Jones, Diana Krall, Andrea Bocelli, el español Alejandro Sanz (Yesterday I Heard The Rain / Esta tarde vi llover, versión bilingüe del éxito de Armando Manzanero) y Amy Winehouse en su última grabación conocida: Body & Soul. Se hizo hacia marzo de 2011, unos cuatro meses antes de que falleciera la joven estrella británica.
Ante el éxito de ambos discos, en octubre de 2012 publicó un tercer álbum de duetos, este cantado en español: Viva Duets, con colaboraciones de Gloria Estefan, Vicente Fernández, Christina Aguilera, Marc Anthony, Ricardo Arjona, Juan Luis Guerra, Thalía, Dani Martín, Romeo Santos, Chayanne, Franco De Vita, Miguel Bosé y Vicentico, entre otros.
Así como también participó en la composición de la canción "Old & Crazy" del cantante estadounidense Bruno Mars en el álbum Unorthodox Jukebox, donde coescribió el verso de Esperanza Spalding.
Gracias a su buena sintonía con Lady Gaga, en 2014 publicó un álbum de clásicos del jazz enteramente grabado a dúo: Cheek to Cheek.
Su álbum de 2015,The Silver Lining: The Songs of Jerome Kern, con Bill Charlap, recrea los siguientes temas del compositor: All the Things You Are; Pick Yourself Up; The Last Time I Saw Paris; I Won't Dance; Long Ago and Far Away; Dearly Beloved; The Song Is You; They Didn't Believe Me; I'm Old Fashioned; The Way You Look Tonight; Yesterdays; Make Believe; Nobody Else But Me; Look For the Silver Lining.
Al igual que Billie Holiday y Frank Sinatra las letras siempre han sido importantes para Bennett. Es, por lo tanto, especialmente comunicativo en las baladas con la modulación de su tono. En "The Way You Look Tonight," su voz desciende a un susurro suave e íntimo con el piano discreto y elegante de Charlap complementando la intimidad del cantante. Bennett magistralmente restringe su uso de adornos melódicos de manera que cuando vienen, el efecto es deslumbrante.
Los números de ritmo rápido son ejercicios rítmicos energéticos, con Bennett rebotando sobre el piano infecciosamente nítido y constante de Charlap. Este tipo de oscilación vivaz se adapta a temas como "Nobody Else But Me". En siete de las catorce pistas hay el acompañamiento robusto de Peter Washington en el bajo y Kenny Washington en la batería. Tres de las canciones restantes (todas baladas) cuentan con dos pianistas: Charlap y su esposa Renee Rosnes. El resultado es un álbum de piano-vocal tan gratificante como las célebres reuniones de Bennett con Bill Evans a mediados de los años setenta.
En 2018 lanzó con Diana Krall Love Is Here To Stay.
En 2021, la familia de Bennett anunció que había sido diagnosticado con alzheimer en 2016 y que había grabado un segundo álbum con Lady Gaga, el cual sería su último lanzamiento antes de retirarse definitivamente de la música. El disco, titulado Love for Sale, fue lanzado el 1 de octubre de 2021 y fue promocionado con las últimas actuaciones en vivo de Bennett, así como un documental sobre su realización en la lucha contra la enfermedad.

## Fallecimiento
Falleció en la madrugada del 21 de julio de 2023, sin que se diera las causas de su deceso. Estaba a punto de cumplir en dos semanas, noventa y siete años.

## Discografía

### Columbia
- 1952 Because of You (10" álbum)
- 1955 Cloud 7 (reeditado 2006)
- 1955 Alone at Last with Tony Bennett
- 1957 Tony
- 1957 The Beat of My Heart (reeditado 2006)
- 1958 Blue Velvet
- 1958 Long Ago and Far Away
- 1958 A String of Hits (Tony's Greatest Hits) (Compilación)
- 1958 Basie Swings, Bennett Sings
- 1959 In Person!
- 1959 Hometown, My Town
- 1960 To My Wonderful One
- 1960 Alone Together
- 1960 A String of Hits (More Of Tony's Greatest Hits) (Compilación)
- 1961 A String of Harold Arlen
- 1961 Tony Sings for Two
- 1961 My Heart Sings
- 1962 Mr. Broadway: Tony Bennett's Greatest Broadway Hits
- 1962 I Left My Heart in San Francisco
- 1962 Tony Bennett at Carnegie Hall (Live, reeditado 1997)
- 1963 I Wanna Be Around (reeditado 1995)
- 1963 This Is All I Ask
- 1964 The Many Moods of Tony
- 1964 When Lights Are Low (reeditado 2006)
- 1964 Who Can I Turn To? (reeditado 1995)
- 1965 If I Ruled the World (reeditado 2006)
- 1965 Tony Bennett's Greatest Hits, Vol. III (Compilación)
- 1966 The Movie Song Album (reeditado 2006)
- 1966 A Time for Love
- 1967 Tony Makes It Happen
- 1967 For Once In My Life
- 1968 Yesterday I Heard the Rain
- 1968 Snowfall: The Tony Bennett Christmas Album (reeditado 1995)
- 1969 Tony Bennett's Greatest Hits, Vol. IV (Compilación)
- 1969 I've Gotta Be Me
- 1969 Love Story: 20 All-Time Great Recordings
- 1970 Tony Sings the Great Hits of Today
- 1970 Tony Bennett's Something (reeditado 1995)
- 1970 Tony Bennett Sings His All-Time Hall of Fame Hits
- 1971 Love Story
- 1971 The Very Thought of You
- 1971 Get Happy (con la London Philharmonic Orchestra)
- 1972 The Summer of '42
- 1972 With Love
- 1972 Tony Bennett's All-Time Greatest Hits (Compilación)
- 1972 The Good Things in Life MGM/Verve/Philips
- 1973 Listen Easy MGM/Verve/Philips
- 1973 Tony!
- 1973 Sunrise, Sunset
- 1975 Let's Fall in Love with the Songs of Harold Arlen and Cy Coleman

### Improv
- 1973 Tony Bennett Sings 10 Rodgers and Hart Songs (Improv records reeditado por Concord, 2003)
- 1973 Tony Bennett Sings More Great Rodgers and Hart
- 1975 Life Is Beautiful
- 1975 The Tony Bennett/Bill Evans Album
- 1977 Tony Bennett and Bill Evans - Together Again
- 1977 Tony Bennett with the McPartlands and Friends Make Magnificent Music (Live)
- 1979 The Special Magic of Tony Bennett

### Vuelta a Columbia
- 1986 The Art of Excellence (reeditado 2006)
- 1987 Tony Bennett: Jazz
- 1987 Bennett/Berlin
- 1989 Astoria: Portrait of the Artist
- 1991 Forty Years: The Artistry of Tony Bennett
- 1992 Perfectly Frank - Grammy Award for Best Traditional Pop Vocal Album 1993
- 1993 Steppin' Out - Grammy Award for Best Traditional Pop Vocal Album 1994
- 1994 MTV Unplugged: Tony Bennett (Live) - Grammy Award for Best Traditional Pop Vocal Album e Grammy Award Best Album 1995
- 1995 Here's to the Ladies - Grammy Award for Best Traditional Pop Vocal Album 1997
- 1997 Tony Bennett on Holiday - Grammy Award for Best Traditional Pop Vocal Album 1998
- 1998 Tony Bennett: The Playground
- 1999 Bennett Sings Ellington: Hot & Cool - Grammy Award for Best Traditional Pop Vocal Album 2000
- 2000 The Ultimate Tony Bennett (Compilación)
- 2001 Playing with My Friends: Bennett Sings the Blues - Grammy Award for Best Traditional Pop Vocal Album 2003
- 2002 The Essential Tony Bennett
- 2002 A Wonderful World (con k.d. lang) - Grammy Award for Best Traditional Pop Vocal Album 2004
- 2004 The Art of Romance - Grammy Award for Best Traditional Pop Vocal Album 2006
- 2006 Duets: An American Classic
- 2008 A Swingin' Christmas
- 2011 Duets II
- 2012 Viva Duets
- 2014 Cheek to Cheek (con Lady Gaga) - Grammy Award for Best Traditional Pop Vocal Album 2015
- 2015 The Silver Lining - The Songs Of Jerome Kern (con Bill Charlap) - Grammy Award for Best Traditional Pop Vocal Album 2016
- 2018 Love is Here to Stay (con Diana Krall) - (Verve Records/Columbia Records)
- 2021 Love for Sale (con Lady Gaga) - Grammy Award for Best Traditional Pop Vocal Album 2022

## Principales premios y nominaciones
| Premios Grammy |                                           |                                                  |           |        |
| Año            | Categoría                                 | Trabajo Nominado                                 | Resultado | Ref.   |
| 1963           | Grabación del Año                         | I Left My Heart in San Francisco                 | Ganador   | [ 10 ] |
| 1963           | Álbum del Año                             | I Left My Heart in San Francisco                 | Nominado  | [ 10 ] |
| 1963           | Mejor interpretación vocal masculina      | I Left My Heart in San Francisco                 | Ganador   | [ 10 ] |
| 1964           | Grabación del Año                         | I Wanna Be Around                                | Nominado  | [ 10 ] |
| 1964           | Mejor interpretación vocal masculina      | I Wanna Be Around                                | Nominado  | [ 10 ] |
| 1965           | Mejor interpretación vocal masculina      | Who Can I Turn To?                               | Nominado  | [ 10 ] |
| 1966           | Grabación del Año                         | The Shadow of Your Smile                         | Nominado  | [ 10 ] |
| 1966           | Mejor interpretación vocal masculina      | The Shadow of Your Smile                         | Nominado  | [ 10 ] |
| 1991           | Mejor interpretación vocal jazz masculina | Astoria: Portrait of the Artist                  | Nominado  | [ 10 ] |
| 1993           | Mejor interpretación de pop tradicional   | Perfectly Frank                                  | Ganador   | [ 10 ] |
| 1994           | Mejor interpretación de pop tradicional   | Steppin' Out                                     | Ganador   | [ 10 ] |
| 1995           | Álbum del Año                             | MTV Unplugged: Tony Bennett                      | Ganador   | [ 10 ] |
| 1995           | Mejor interpretación de pop tradicional   | MTV Unplugged: Tony Bennett                      | Ganador   | [ 10 ] |
| 1995           | Mejor colaboración vocal de pop           | Moonglow                                         | Nominado  | [ 10 ] |
| 1997           | Mejor interpretación de pop tradicional   | Here's to the Ladies                             | Ganador   | [ 10 ] |
| 1998           | Mejor interpretación de pop tradicional   | Tony Bennett on Holiday                          | Ganador   | [ 10 ] |
| 1998           | Mejor colaboración vocal de pop           | God Bless the Child                              | Nominado  | [ 10 ] |
| 1999           | Mejor á{bum musical para niños            | The Playground                                   | Nominado  | [ 10 ] |
| 2000           | Mejor interpretación de pop tradicional   | Bennett Sings Ellington: Hot & Cool              | Ganador   | [ 10 ] |
| 2002           | Grammy Lifetime Achievement Award         | —                                                | Ganador   | [ 10 ] |
| 2002           | Mejor colaboración vocal de pop           | New York State of Mind                           | Nominado  | [ 10 ] |
| 2003           | Mejor álbum de pop tradicional            | Playin' with My Friends: Bennett Sings the Blues | Ganador   | [ 10 ] |
| 2003           | Mejor colaboración vocal de pop           | What a Wonderful World                           | Nominado  | [ 10 ] |
| 2004           | Mejor álbum de pop tradicional            | What a Wonderful World                           | Ganador   | [ 10 ] |
| 2004           | Mejor colaboración vocal de pop           | La Vie en rose                                   | Nominado  | [ 10 ] |
| 2006           | Mejor álbum de pop tradicional            | The Art of Romance                               | Ganador   | [ 10 ] |
| 2007           | Mejor álbum de pop tradicional            | Duets: An American Classic                       | Ganador   | [ 10 ] |
| 2007           | Mejor colaboración vocal de pop           | For Once in My Life                              | Ganador   | [ 10 ] |
| 2008           | Mejor colaboración vocal de pop           | Steppin' Out                                     | Nominado  | [ 10 ] |
| 2010           | Mejor álbum de pop tradicional            | A Swingin' Christmas                             | Nominado  | [ 10 ] |
| 2012           | Mejor álbum de pop tradicional            | Duets: An American Classic                       | Ganador   | [ 10 ] |
| 2012           | Mejor interpretación pop de dúo/grupo     | Body and Soul                                    | Ganador   | [ 10 ] |
| 2014           | Mejor álbum de pop tradicional            | Viva Duets                                       | Nominado  | [ 10 ] |
| 2015           | Mejor álbum de pop tradicional            | Cheek to Cheek                                   | Ganador   | [ 10 ] |
| 2016           | Mejor álbum de pop tradicional            | The Silver Lining: The Songs of Jerome Kern      | Ganador   | [ 10 ] |
| 2019           | Mejor álbum de pop tradicional            | Love Is Here To Stay                             | Nominado  | [ 10 ] |
| 2019           | Mejor grabación pop de dúo/grupo          | ´S Wonderful                                     | Nominado  | [ 10 ] |

1. ↑  Compartido con k.d. lang
2. ↑  Compartido con Billie Holiday
3. ↑  Compartido con Billy Joel
4. ↑  Compartido con k.d. lang
5. ↑  Compartido con k.d. lang
6. ↑  Compartido con k.d. lang
7. ↑  Compartido con Stevie Wonder
8. ↑  Compartido con Christina Aguilera
9. ↑  Compartido con Amy Winehouse
10. ↑  Compartido con Diana Krall

| Premios Primetime Emmy |                                                                     |                                                     |           |        |
| Año                    | Categoría                                                           | Trabajo Nominado                                    | Resultado | Ref.   |
| 1996                   | Mejor performance individual en un programa musical o de variedades | Tony Bennett Live by Request: A Valentine's Special | Ganador   | [ 11 ] |
| 2007                   | Mejor performance individual en un programa musical o de variedades | Tony Bennett: An American Classic                   | Ganador   | [ 11 ] |
| 2012                   | Mejor programa especial de variedad                                 | Tony Bennett: Duets II (Great Performances)         | Nominado  | [ 11 ] |
| 2015                   | Mejor programa especial de variedad                                 | Tony Bennett and Lady Gaga: Cheek to Cheek Live!    | Nominado  | [ 11 ] |

## Autobiografías
- Bennett, Tony. Tony Bennett : What My Heart Has Seen. Rizzoli, 1996. ISBN 0-8478-1972-8.
- Bennett, Tony, with Will Friedwald.  The Good Life: The Autobiography of Tony Bennett. Pocket Books, 1998. ISBN 0-671-02469-8.